# ローデロ
ローデロ（イタリア語: Rodero）は、イタリア共和国ロンバルディア州コモ県にある、人口約1,300人の基礎自治体（コムーネ）。

## 地理

### 位置・広がり
コモ県のコムーネ。県都コモから西へ13kmの距離にある。

#### 隣接コムーネ
隣接するコムーネは以下の通り。括弧内のVAはヴァレーゼ県、CH-TIはスイス・ティチーノ州所属を示す。
- ビッツァローネ
- カンテッロ (VA)
- ソルビアーテ・コン・カーニョ (カーニョ)
- Stabio (CH-TI)
- ヴァルモレーア

### 地震分類
イタリアの地震リスク階級 (it) では、4 に分類される
。